# Dirk Schrödter
Dirk Schrödter (* 18. Oktober 1978 in Luckenwalde) ist ein deutscher Ministerialbeamter und Politiker (CDU). Er ist seit dem 28. Juni 2017 Chef der Staatskanzlei des Landes Schleswig-Holstein unter Ministerpräsident Daniel Günther (CDU), seit dem 29. Juni 2022 im Ministerrang mit Zuständigkeit für Digitalisierung und Medienpolitik.

## Ausbildung und beruflicher Werdegang
Nach seinem Abitur im Jahr 1998 und einem Jahr Grundwehrdienst studierte Schrödter von 1999 an Volkswirtschaftslehre und schloss sein Studium 2004 als Diplom-Volkswirt ab. Seine Schwerpunkte waren Finanzwissenschaften und Wettbewerbspolitik. In der Folge war er Wissenschaftlicher Referent für den Bereich der Finanzpolitik der CDU-Fraktion im Schleswig-Holsteinischen Landtag und als Beamter in der Ministerialverwaltung, ab Dezember 2006, tätig. Er leitete im Finanzministerium des Landes Schleswig-Holstein u. a. die Stabsstelle Haushalts- und Finanzpolitik im Finanzministerium. Zuletzt war er von 2010 bis 2017 Leiter des Generalreferats für den Landeshaushalt im Finanzministerium des Landes Schleswig-Holstein mit den Aufgabengebieten Haushaltsaufstellung, lang- und mittelfristige Finanzplanung, Bund-Länder-Finanzbeziehungen und kommunaler Finanzausgleich.
Seit 2015 lehrt Schrödter zudem nebenamtlich als Lehrkraft an der Fachhochschule für Verwaltung und Dienstleistung des Landes Schleswig-Holstein für die Fächer Volkswirtschaftslehre sowie Finanzen und Steuern. Er ist Autor zahlreicher Beiträge im Jahrbuch für öffentliche Finanzen in den Ausgaben der Jahre 2009 bis 2017.

## Politik
Am 28. Juni 2017 wurde Dirk Schrödter (CDU) als Staatssekretär unter Ministerpräsident Daniel Günther (CDU) im gleichnamigen Kabinett  zum Chef der Staatskanzlei (CdS) des Landes Schleswig-Holstein berufen. Seit dem 29. Juni 2022 hat er dasselbe Amt als Minister im Kabinett Günther II inne. Dirk Schrödter ist seit dem 29. Juni 2022 Minister für Digitalisierung und Medienpolitik des Landes Schleswig-Holstein.
Während seiner Amtszeit als Chef der Staatskanzlei im Kabinett Günther I hat er sich laut Angaben der Landesregierung stark für den Einsatz und die Anwendung von Künstlicher Intelligenz in Schleswig-Holstein eingesetzt. Um die Anwendung in Projekten voranzutreiben, hat er ein eigenes Sondervermögen gesetzlich verankert. Er gilt daher auch als „politischer Gründervater der KI in Schleswig-Holstein“, wie der Journalist Frank Jung vom Schleswig-Holsteinische Zeitungsverlag (shz) in seinem Beitrag vom 21. April 2023 feststellte. Als Digitalisierungsminister arbeitet er seit Juni 2022 an der digitalen Transformation Schleswig-Holsteins. Laut Schrödter seien freie Verfügbarkeit und umfassende Datennutzung essentiell, um Wachstum und Wertschöpfung zu schaffen und das datengetriebene Verwaltungshandeln für vollständig digitale Prozessketten umzusetzen. Von Schrödter stammt ein Leitbild von der Zukunft der Verwaltung, welche „automatisiert, algorithmisiert, cloudifiziert und datenbasiert“ arbeitet. Er möchte die öffentliche Verwaltung als Innovationstreiber positionieren. Im Rahmen der Digitalstrategie wurde als eine sogenannte Clusterstrategie auch eine GreenIT-Strategie entwickelt.
Schrödter war Co-Vorsitzender der informellen Arbeitsgruppe von Bundestag und Bundesrat zur Novelle des Onlinezugangsgesetzes, welche das Vermittlungsverfahren im Jahr 2024 erfolgreich zum Abschluss gebracht hatte. Mit diesem Gesetz wurden werden wesentliche Weichen für die digitale Transformation gestellt. 
Im Jahr 2024 widmete sich Schrödter in seiner Funktion als Digitalisierungsminister vor allem dem Themen Digitale Souveränität und Nutzung von Open-Source-Lösungen. Schrödter gilt bundesweit als starker Verfechter und treibende Kraft für digitale Unabhängigkeit, was in der von ihm entwickelten Open-Innovation- und Open-Source-Strategie des Landes Schleswig-Holstein zum Ausdruck kommt. Auf Einladung der Vereinten Nationen nahm Schrödter an der Konferenz OSPO for Good 2024 in New York teil, um dort als Podiumsteilnehmer seine Erfahrungen bei der Nutzung von Open-Source-Lösungen einzubringen. Von Schrödter stammt der Ausspruch, dass digitale Souveränität mindestens so wichtig sei, wie Energiesouveränität.
Seit dem Jahr 2021 ist Dirk Schrödter federführend für die schleswig-holsteinische Landesregierung mit dem Ansiedlungsvorhaben des schwedischen Batteriezellherstellers Northvolt in Heide befasst und damit als Leiter der Steuerungsgruppe auf politischer Seite als maßgebliche Schlüsselfigur am Aufbau einer souveränen deutschen Batteriezellproduktion beteiligt. Er leitet die eigens für die Umsetzung des Vorhabens eingerichtete Steuerungsgruppe, welche durch die Partnerschaften Deutschland operativ unterstützt wird. In der Steuerungsgruppe werden alle relevanten Fragen, die für den Bau der Fabrik selbst sowie für die Realisierung des Gesamtvorhabens relevanten wirtschaftsnahen und sozialen Infrastrukturen behandelt. Die Gemeindevertretungen der beiden Standortkommunen Lohe-Rikelshof und Norderwöhrden haben im Januar 2024 ihre Zustimmung zur Bauleitplanung erteilt.
Dirk Schrödter ist seit dem 29. Juni 2022 stellvertretendes Mitglied im Bundesrat. Dirk Schrödter vertritt das Land in verschiedenen Aufsichtsgremien. Er ist seit dem Jahr 2017 Mitglied im Verwaltungsrat von Dataport, dessen Vorsitzender er vom 1. Januar 2019 bis zum 31. Dezember 2023 war. Der Vorsitz geht am 1. Januar 2024 an das Land Hamburg über. Er ist ferner Gründungsvorsitzender der Friesenstiftung, deren Gründung er in seiner Funktion als CdS, umsetzte. Er ist ferner Mitglied im Stiftungsrat (Foundation Board) des Schleswig-Holstein Musik Festivals (SHMF) und der Stiftung zur Förderung des Sports. Er ist ferner Mitglied im Hörfunkrat von Deutschlandradio und im IT-Planungsrat der Bundesrepublik. Schrödter ist mit Beschluss des schleswig-holsteinischen Landtags im Jahr 2024 Mitglied im Aufsichtsrat des Zentrums für Digitale Souveränität der Öffentlichen Verwaltung (ZenDiS), geworden.

## Privates
Schrödter hat eine Tochter.